# كريستسينا تسيمانوسكايا
كريستسينا تسيمانوسكايا (البيلاروسية: Крысціна Сяргееўна Ціманаўская ، أبج: Kryscina Siarhiejeŭna Cimanoŭskaja ؛ مواليد 19 نوفمبر 1996) هي عداءة من بيلاروسيا فازت بميدالية فضية في سباق 100 متر في بطولة أوروبا تحت 23 سنة 2017. كما فازت بميدالية ذهبية في سباق 200 متر في دورة الجامعات الصيفية 2019 التي أقيمت في نابولي بإيطاليا.
في عام 2019 فازت بالميدالية الفضية في حدث الفريق في دورة الألعاب الأوروبية 2019 التي أقيمت في مينسك، بيلاروسيا.
تأهل تسيمانوسكايا للمشاركة في الألعاب الأولمبية الصيفية في سباقي 100 م و200 م فقط. بعد انطلاق الأولمبياد أجبرتها السلطات الرياضية الوطنية على المشاركة في تتابع 4 × 400 م بالإضافة إلى الأحداث المخطط لها. زعمت تسيمانوسكايا أن هذا القرار اتخذ دون موافقتها وانتقدت سلطات الرياضة الوطنية. أضافت أنها لم تعدو 400 متر قط. في 1 أغسطس 2021 نقلتها اللجنة الأولمبية البيلاروسية قسراً إلى مطار هانيدا. رفضت ركوب طائرة عائدة إلى بيلاروسيا، وحصلت على حماية من الشرطة. ومنحت تأشيرة إنسانية من بولندا، حيث حصلت فيما بعد على الجنسية البولندية.
في أغسطس 2023، تنازلت لجنة مراجعة الجنسية لألعاب القوى العالمية عن فترة الانتظار العادية لمدة ثلاث سنوات لتغيير الجنسية، مما سمح لها بالمنافسة باسم بولندا.

## طوكيو 2020
في 30 يوليو 2021 سجلت تسيمانوسكايا مقطع فيديو على إنستجرام تنتقد اللجنة الأولمبية البيلاروسية لإجبارها على الركض في سباق التتابع 4x400 متر. في 1 أغسطس 2021 أفادت وسائل الإعلام البيلاروسية بمحاولة إعادة تسيمانوسكايا بالقوة إلى بيلاروسيا. دعت مؤسسة التضامن الرياضي البيلاروسي الصحفيين والشتات البيلاروسي في اليابان للقاء تسيمانوسكايا في مطار طوكيو. قالت تسيمانوسكايا للصحفيين إنها تخشى العودة إلى بيلاروسيا، وتنوي طلب اللجوء في النمسا. وزير الخارجية التشيكي ياكوب كولهانيك كتب على تويتر أن جمهورية التشيك مستعدة لمنحها حق اللجوء، بينما عرضت بولندا حق اللجوء.